# Don Barksdale
Donald Argee Barksdale, detto Don (Oakland, 31 marzo 1923 – Oakland, 8 marzo 1993), è stato un cestista statunitense, professionista nella NBA.
È membro del Naismith Memorial Basketball Hall of Fame dal 2012 in qualità di contributore.

## Carriera
Ala di 198 cm per 91 kg, ha vinto la medaglia d'oro con la nazionale statunitense ai Giochi olimpici di Londra 1948.

## Palmarès
- Campione AAU (1949)
- NBA All-Star (1953)